# Limnodynastidae
Limnodynastidae är en familj av groddjur som ingår i ordningen stjärtlösa groddjur (Anura). Enligt Catalogue of Life omfattar familjen Limnodynastidae 44 arter. 
Arterna förekommer i Australien och på Nya Guinea samt på mindre öar i regionen.
Släkten enligt Catalogue of Life, antal arter enligt Amphibian Species of the World:
- Adelotus, 1 art.
- Heleioporus, 6 arter.
- Lechriodus, 4 arter.
- Limnodynastes, 11 arter.
- Neobatrachus, 9 arter.
- Notaden, 4 arter.
- Philoria, 6 arter.
- Platyplectrum, 2 arter.